# 二甲基氯化铝
二甲基氯化铝是一种有机铝化合物，化学式为[(CH3)2AlCl]2，其性质和二乙基氯化铝相似，但价格更贵，因此较少使用。它是一种路易斯酸，可以诱导一些狄尔斯–阿尔德反应。